# Gianmaria Ajani
Gianmaria Ajani (Torino, 21 ottobre 1955) è un giurista italiano. È stato rettore dell'Università degli Studi di Torino e Presidente dell'Università Italo-Francese (2013-2019).

## Biografia
Laureatosi con lode in Giurisprudenza nel 1979 presso l'Università di Torino, si è specializzato in Diritto comparato all'Université de Strasbourg (1982). È avvocato dal 1990. Ha insegnato in vari atenei nel mondo, tra cui la UC Berkeley, e varie università asiatiche. Dal 2010 è Professore invitato all'Università di Bergen (Norvegia).
Nel 1996 è divenuto Professore Ordinario di Diritto Privato Comparato presso l'Università degli Studi di Torino, della quale è stato rettore dal 2013 al 2019.
Collabora con il Fondo Monetario Internazionale, la Banca Mondiale e la Commissione UE per la stesura di nuove leggi per l'economia di mercato in Paesi post-socialisti (Russia, Ucraina, Albania, Kosovo) e nella RP cinese.

## Premi e riconoscimenti
- 2019: Doctorat h.c., Université de Savoie.
- 2015: Premio "Confucius Institute Individual Performance Excellence Award" consegnato da Liu Yandong, vice premier cinese.

## Opere
- Gianmaria Ajani, “Possible Effects of the Pandemic Emergency on the Internal Coherence of EU Law”, in W. Gephart (ed.), In the Realm of Corona Normativities, Klosterman, Frankfurt a\M, 2020, pp. 159-169.
- Gianmaria Ajani, “Contemporary Artificial Art and the Law”, in Brill Research Perspectives on Art & Law, 2019, 3-4 pp. 1-85.
- Gianmaria Ajani, Guido Boella, et al., “The European Taxonomy Syllabus: A multi-lingual, multi-level ontology framework to untangle the web of European legal terminology”, in Applied Ontology, 2016, pp. 325-375.
- Stefania Stafutti e Gianmaria Ajani, Colpirne uno per educarne cento: slogan e parole d'ordine per capire la Cina, Torino, Einaudi, 2008, ISBN 978-88-06-19302-7.
- Gianmaria Ajani, Das Recht der Laender Osteuropas, Berliner Wissenschafts Verlag, 2005, pp. 1-253.
- Gianmaria Ajani, Andrea Serafino e Marina Timoteo, Diritto dell'Asia orientale, con la collaborazione di Chen Han, Andrea Ortolani e Piercarlo Rossi, Torino, UTET giuridica, 2007, ISBN 978-88-598-0130-6.
- Gianmaria Ajani, Diritto dell'Europa orientale, Torino, UTET, 1996, ISBN 88-02-05123-2.
- Gianmaria Ajani, Il modello post-socialista, Torino, G. Giappichelli, 1996, ISBN 88-348-5254-0.